# Oh Jin-Hyek
Oh Jin-Hyek, född 15 augusti 1981, är en sydkoreansk bågskytt som tog OS-brons i lagtävlingen och OS-guld i den individuella tävlingen vid de olympiska bågskyttetävlingarna 2012 i London.